# Max Reinhardt
Max Reinhardt (nacido Maximilian Goldman, Baden, Austria, 9 de septiembre de 1873-Nueva York, 31 de octubre de 1943) fue un productor cinematográfico, y director de teatro y cine que tuvo una importancia vital en la renovación del teatro moderno.
Opuesto al naturalismo, produjo y dirigió obras teatrales y películas con decorados espectaculares, escenas de masas y música. Impulsó el expresionismo tanto en el cine como el teatro germanos. Fue miembro fundador, junto con Richard Strauss y Hugo von Hofmannsthal, del Festival de Salzburgo en 1920.

## Biografía
Hijo de un comerciante judeo-austríaco, Reinhardt estudió Economía en Salzburgo y Arte Dramático en Viena. 
Adquirió y reconstituyó la compañía teatral "Deutsches Theater", dirigiéndola en una primera etapa que abarca desde 1905 hasta 1919. Durante esa época, se formaron en su compañía actores y futuros directores de cine tan notables como Friedrich Wilhelm Murnau, William Dieterle y Max Schreck. 
En este primer período, Reinhardt puso en escena obras de autores como Oskar Kokoschka, Henrik Ibsen, Shakespeare o Bertolt Brecht, entre otros. Es destacable que el impulso renovador de Reinhardt le llevó a confiar los bocetos de diseño de decorados al pintor noruego Edvard Munch. Munch diseñó, entre otros, los decorados de la obra Los dobles, de Henrik Ibsen. 
Asimismo, durante esta primera etapa, creó la "Kammerspiele" (representación de cámara): representaciones teatrales en originales decorados intimistas para un reducidísimo grupo de espectadores. El fin era que estos pudieran captar hasta los gestos más sutiles de los actores, lo cual fue realmente innovador ya que exigía una gran preparación de todos ellos. En consecuencia, la compañía de Max Reinhardt era punto de referencia para la formación de actores. 
También en este primer período, dirige sus primeras películas en las que expone sus ideas acerca de la representación artística. Sus filmes fueron innovadores en el uso de la música, con escenarios innovadores y gran cantidad de extras, y con un uso de primeros planos de los actores y una nueva forma de actuación que huía del naturalismo. Fueron las películas mudas: Sumurûn, 1910; El milagro, 1912; La isla de los inspirados, 1913, y Una noche veneciana, 1914.
En una segunda etapa, Reinhardt pasó a dirigir el "Grosse Spielhaus", entre 1920 y 1924. Ahí puso en escena obras de Bertolt Brecht, tales como Tambores de noche. Simultáneamente impulsó el expresionismo alemán de un modo especialmente destacado. Sus enseñanzas y métodos influyeron en directores como, por ejemplo, Robert Wiene, cuya película, El gabinete del doctor Caligari, se considera uno de los primeros exponentes de ese nuevo movimiento artístico. 
Tras esta etapa importante en el "Grosse Spielhaus", regresó al "Deutsches Theater" de Berlín, que dirigió entre 1924 y 1932. Sus puestas en escena del teatro más vanguardista siguieron influyendo enormemente en el cine y teatro alemanes, y en muchos actores y directores con los que estuvo en contacto.

### Exilio
En 1933 con la ascensión de Adolf Hitler al poder, Reinhardt, por su origen familiar y desde luego por su rechazo frontal al nazismo, decidió emigrar a Estados Unidos. Allí fundó, además de una compañía de teatro, otra escuela teatral muy apreciada por los actores norteamericanos. 
Se unieron a su compañía numerosos actores germanos que emigraron a los Estados Unidos huyendo del nazismo. 
En Estados Unidos, Reinhardt codirigió destacadamente la película Sueño de una noche de verano en 1935, con el también director de cine William Dieterle. Trabajaron, como actores, Olivia de Havilland, Ian Hunter, James Cagney, Mickey Rooney, Joe E. Brown, Dick Powell y Victor Jory. La coreografía de las secuencias de ballet fueron de Bronislava Nijinska.
Continuó trabajando en el teatro y en su escuela hasta su muerte en 1943.

## Honores
El 18 de noviembre de 2015, el Friedrichstadt-Palast de Berlín inauguró y celebró el monumento conmemorativo situado en la  Friedrichstraße 107 en honor de sus fundadores Max Reinhardt, Hans Poelzig y Erik Charell.

## Filmografía como cineasta
- Sumurûn, 1910
- Das Mirakel, 1912
- Die Insel der Seligen, 1913
- Eine Venezianische Nacht, 1914
- A Midsummer Night's Dream (El sueño de una noche de verano) 1935. Dirigida con William Dieterle

## Publicaciones en alemán
- Der Briefwechsel Arthur Schnitzlers mit Max Reinhardt und dessen Mitarbeitern. Editado por R. Wagner, Salzburgo, Müller, 1971.
- Max Reinhardt: Ausgewählte Briefe, Reden, Schriften und Szenen aus Regiebüchern. Herausgegeben von Franz Hadamowsky, Viena, Hollinek, 1963.
- Max Reinhardt: Ich bin nichts als ein Theatermann. Briefe, Reden, Aufsätze, Interviews, Gespräche, Berlín, Henschel, 1989.
- Max Reinhardt: Leben für das Theater. Schriften und Selbstzeugnisse, Berlín, Argon, 1991.